# Décuvage
Le décuvage est l'action qui consiste à vider une cuve après la fermentation, en écoulant le vin d'une part et en récupérant le marc d'autre part. Elle intervient principalement dans la vinification des vins rouges, mais peut également avoir lieu plus rarement lors de macérations pour les vins rosés et blancs.

## Rôle
Cette opération met fin à la cuvaison et à la macération de la vendange pendant la vinification. Elle a lieu lorsque l'extraction des composés phénoliques est suffisante pour le type de vin souhaité.
La fermentation alcoolique est souvent terminée à ce stade. Il est possible pour limiter l'extraction des composés contenus dans le marc, d'effectuer un décuvage précoce, avant la fin de la fermentation. Il arrive également qu'il reste des sucres résiduels. La fermentation pourra alors se finir sur phase liquide uniquement.

## Vin de goutte

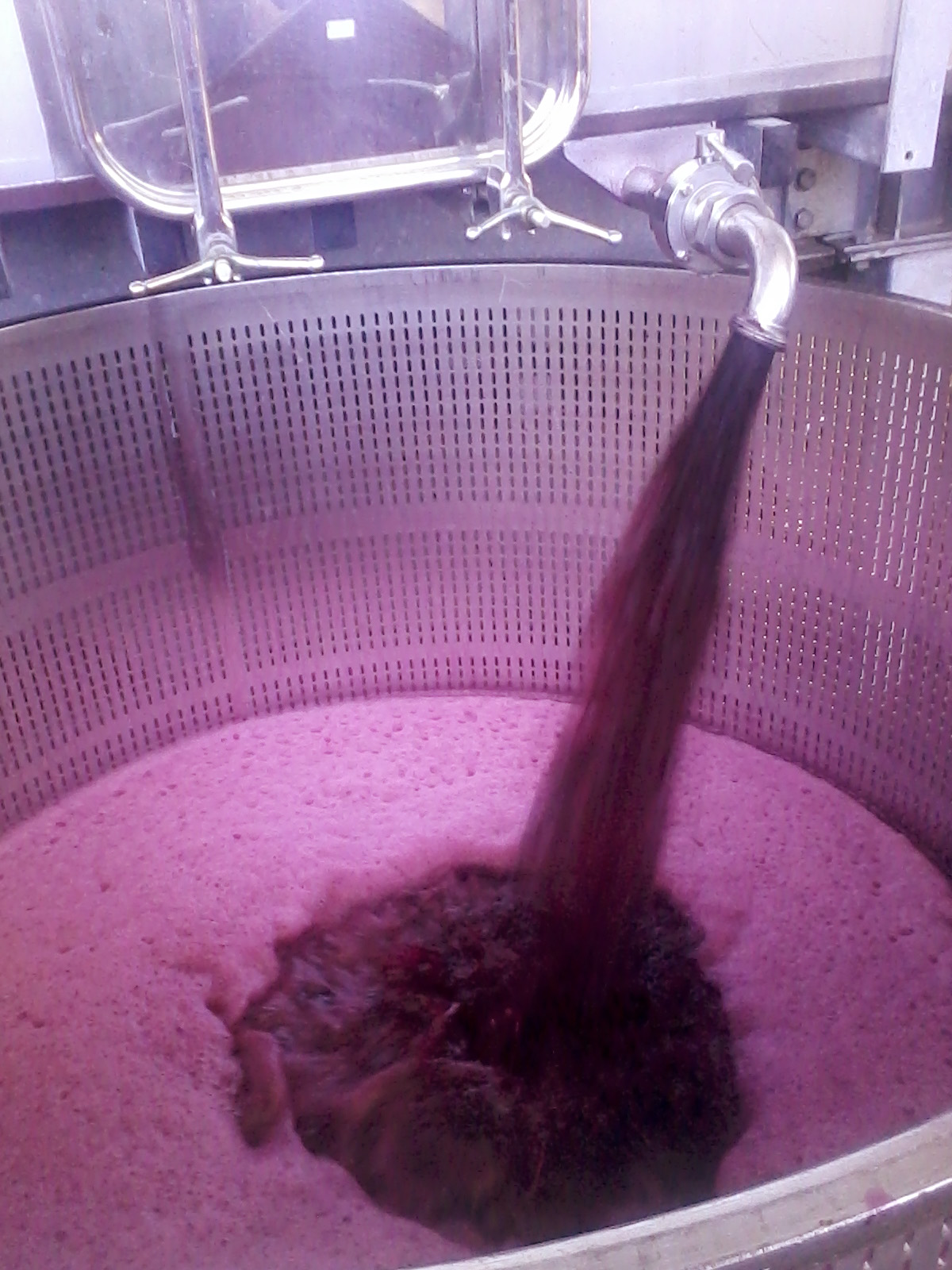
Première phase du décuvage : écoulage du jus de goutte.

Le décuvage commence par l'écoulage qui permet de recueillir le vin de goutte.

## Démarcage

### Manuel
La première étape est d'abord de ventiler pour éliminer le gaz carbonique résultant de la fermentation, encore présent dans la cuve pour que l’opérateur puisse y entrer.  L'opérateur effectue ensuite le démarcage, afin de récupérer les matières solides.

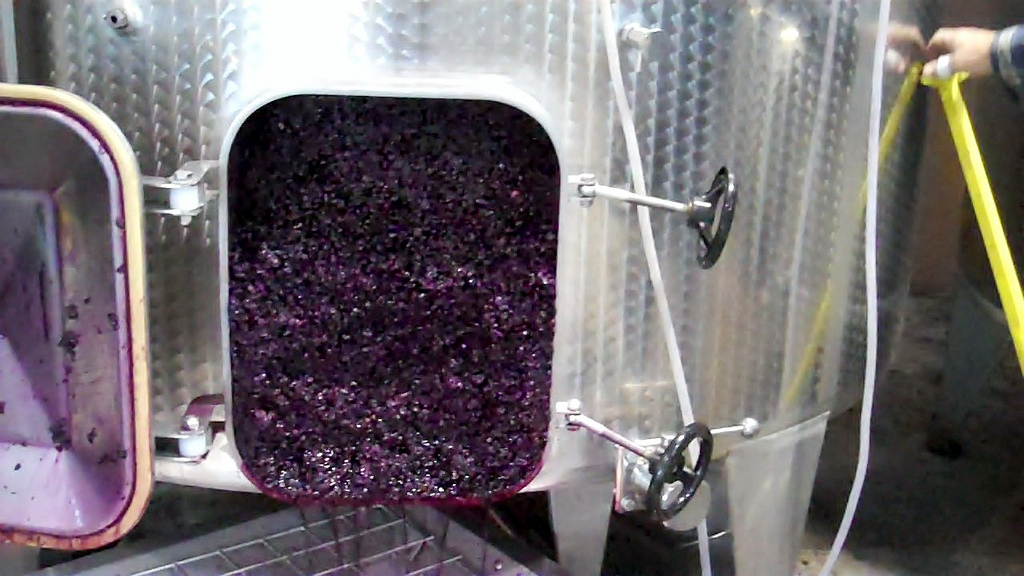
Ouverture de la porte de la cuve et sortie du dernier jus de goutte.
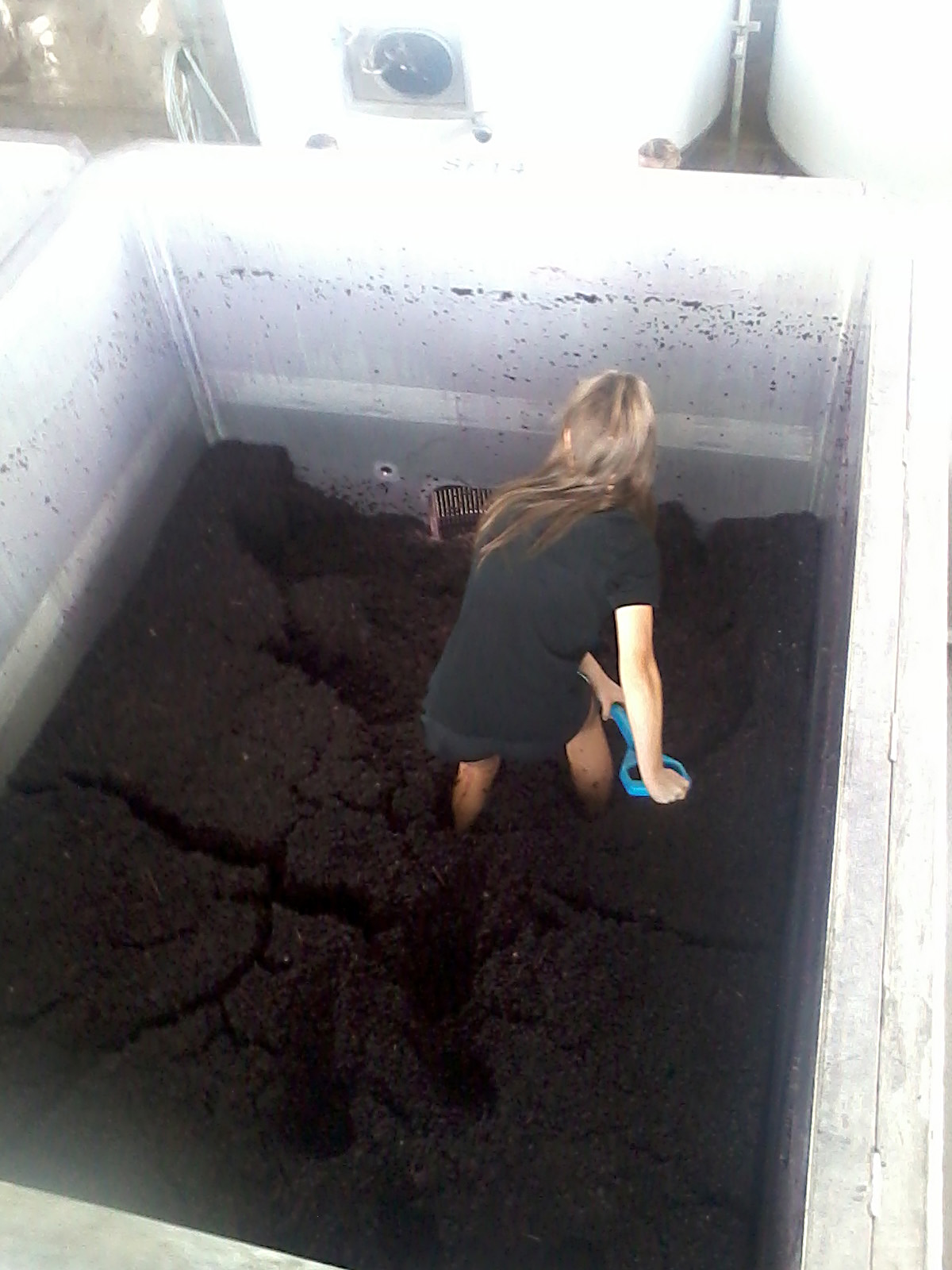
Sortie du marc depuis l'intérieur de la cuve.
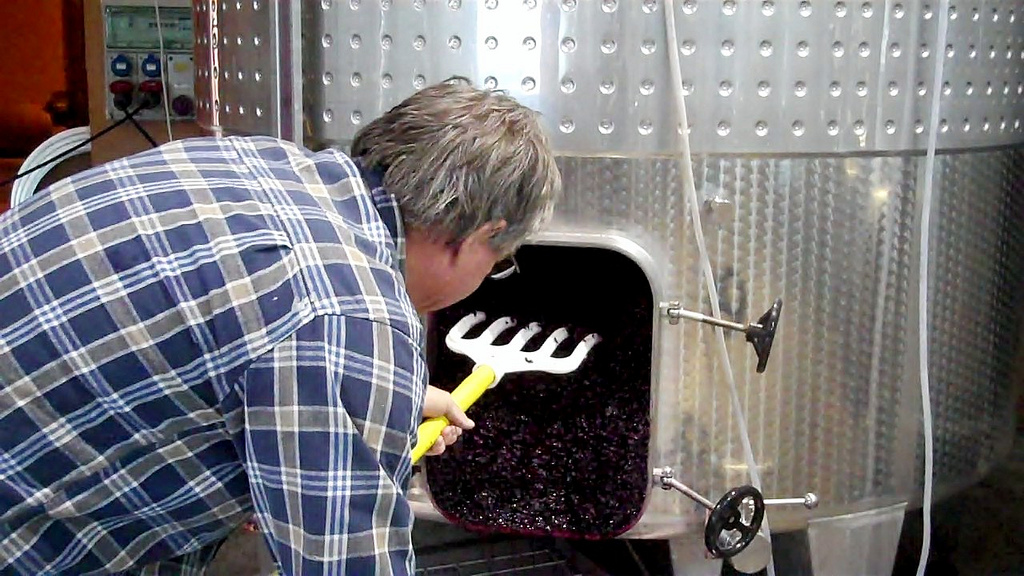
Sortie du marc de raisin depuis l'extérieur de la cuve.

### Automatique
Des cuves sont équipées pour effectuer un décuvage automatique, souvent par la présence de pale et en effectuant des rotations, telles les cuves vinimatics.

## Vin de presse

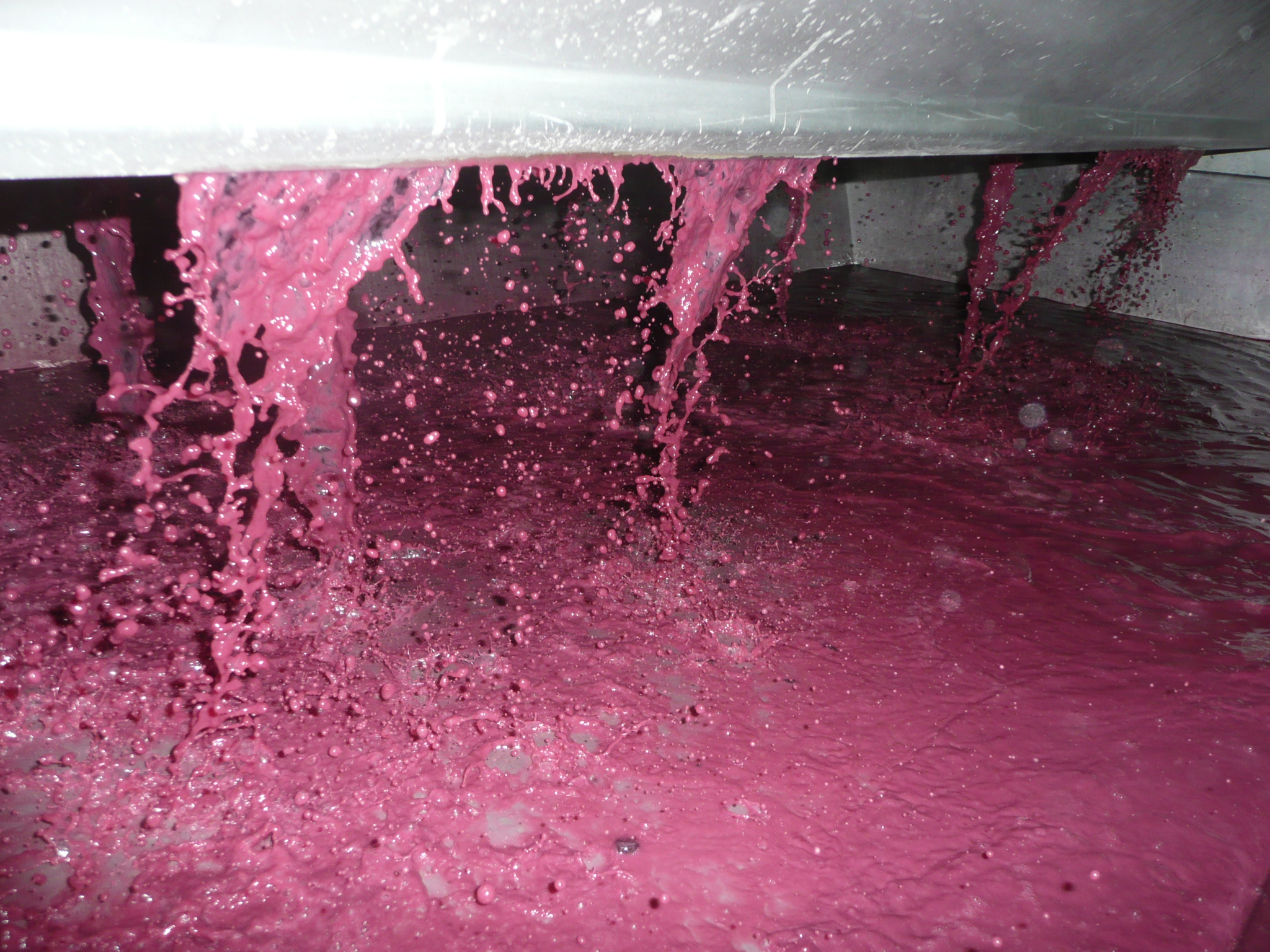
Pressurage pour recueillir le vin de presse.

Le marc sorti de la cuve est transféré dans un pressoir, puis le pressurage permet d'obtenir le vin de presse. Le premier jus qui sort du pressoir, doux et peu alcoolisé, est appelé le Paradis. Plus la pression augmente, plus ce vin devient tannique. Il pourra être assemblé, en totalité ou en partie, au vin de goutte.